# 100-та окрема механізована бригада (Україна)
100-та окрема механізована бригада (100 ОМБр) — з'єднання Сухопутних військ України чисельністю у бригаду.
В 2018 році у Володимирі на Волині було створено 100-ту окрему бригаду територіальної оборони. Під час російського повномасштабного нападу бригада виконувала бойові завдання на Бахмутському, Куп’янському, Лиманському, Покровському, Торецькому напрямках. Навесні 2024 року 100 окрема бригада територіальної оборони переформатована в 100 окрему механізовану бригаду.

## Історія
6 жовтня 2018 року у Володимирі-Волинському на Волині вперше відзначили День бійця територіальної оборони. З нагоди свята влаштували змагання на стрільбищі військової частини.
13 жовтня на Волині розпочалися військові збори з військовозобов'язаними окремого батальйону територіальної оборони, які мали тривати 10 днів. До практичних занять залучили жителів з усієї Волинської області. Підготовку бійців батальйону проводили інструктори, які мали досвід бойових дій на сході України.
11 грудня 2018 року у Волинському обласному військовому комісаріаті на прес-конференції розповіли про переформування загонів територіальної оборони в 100-ту бригаду.
26 лютого 2019 року на базі стрільбища в/ч А1008 у Володимирі-Волинському відбувся «Єдиний всеукраїнський стрілецький день», у якому взяв участь особовий склад організаційного ядра підрозділів територіальної оборони, що формуються військовими комісаріатами області. Участь у навчанні взяли понад сто військовозобов'язаних із військових частин А7028, А7062 та А7064. Вони вправлялись у стрільбі з ПМ та автомата Калашникова в умовах наближених до бойових, а також в спеціальній підготовці.
1 червня 2019 року у Волинській області продовжувалася підготовка підрозділів територіальної оборони. На військовому полігоні пройшли планові тренування особового складу тероборони Ратнівського, Старовижівського, Любомльського, Маневицького, Камінь-Каширського, Ковельського районів Волині та міста Нововолинськ.
22 серпня 2019 року військовий комісар Волинського обласного військового комісаріату Роман Кулик повідомив, що до навчальних зборів протягом вересня-жовтня залучать приблизно тисячу волинських військовозобов'язаних. Як військовий резерв вони пройдуть підготовку та отримають військові спеціальності.

### Російське вторгнення 2022 року
100 окрема бригада територіальної оборони
З 7 березня 2022 року особовий склад бригади приступив до виконання бойових завдань. Військовослужбовці 100 окремої бригади територіальної оборони зайняли та облаштували позиції з охорони і оборони державного кордону України з республікою білорусь на ділянці понад 215 км. При цьому зведені силами особового складу бригади фортифікаційні споруди є зразком, на який мають усі підстави рівнятися інші бригади не лише Сил територіальної оборони, а й Збройних Сил України загалом.
На жаль, 24 березня 2022 року бригада зазнала першої бойової втрати – в ході бойових дій загинув командир стрілецького відділення 3 стрілецької роти Олександр Токарський.
У квітні 2023 бійців 100-ї бригади передислокували для виконання бойових завдань на сході. Бригада брала участь у боях на Бахмутському, Куп’янському і Сіверському напрямках.
28 липня 2023 року 100 окрема бригада територіальної оборони Сил територіальної оборони Збройних Сил України указом Президента України Володимира Зеленського відзначена почесною відзнакою «За мужність та відвагу».
Восени 2023 року 51-й окремий Камінь-Каширський батальйон бригади підсилили танковим підрозділом. Бригада на той час виконувала бойові завдання на Лиманському напрямку.
100 окрема механізована бригада
На початку 2024 року командуванням ЗСУ було ухвалено безпрецедентне рішення: 29 березня відповідно до директиви міністра оборони України та головнокомандувача Збройних сил України 100 бригада, у повному складі перебуваючи на «нулі», була переформована в 100 окрему механізовану бригаду та передана з підпорядкування Сил територіальної оборони – в підпорядкування Сухопутних військ. Збільшилася кількість підрозділів, у понад два рази зросла штатна чисельність бригади. Бригада отримала бронетехніку, артсистеми та інші види озброєння.
Вже у статусі механізованої, бригада в квітні-травні 2024 року брала участь у боях на Покровському напрямку. 
У квітні 2024 року бригада вела запеклі бої, зупинивши у контратаці російську 30-ту мотострілецьку бригаду та інши підрозділи російської 41-ї армії, коли вони намагалися просунутися далі Очеретино. На той момент мала у своєму складі приблизно 2000 солдат, та була слабо оснащена важкою технікою, хоч й мала досвідчений особовий склад.
В травні-червні 2024 року бійці бригади пройшли злагодження на одному з полігонів.
Наприкінці липня 2024 року 100 ОМБр повернулася на Донеччину, де приступила до виконання завдань на Торецькому напрямку.
В листопаді 2024 року стало відомо, що 1-й механізований батальйон бригади отримав БМП Bradley у версії M2A2 ODS-SA.

## Структура

### 2018
- штаб (Луцьк)
- 50-й окремий батальйон територіальної оборони (Ратне)
- 51-й окремий батальйон територіальної оборони (Камінь-Каширський)
- 53-й окремий батальйон територіальної оборони (Луцьк)
- 54-й окремий батальйон територіальної оборони (Ковель)
- 55-й окремий батальйон територіальної оборони (Володимир)
- рота контрдиверсійної боротьби
- рота матеріально-технічного забезпечення
- вузол зв'язку
- зенітний взвод

### 2024
- 1-й механізований батальйон[13]
- 2-й механізований батальйон[14]
- 3-й механізований батальйон[15]
- стрілецький батальйон[16]
- мотопіхотний батальйон[17]
- танковий батальйон[18]
- Медична рота[19]
- батальйон безпілотних систем[20]
  - підрозділ ударних безпілотних систем «Voron 100»
- зенітний ракетно-артилерійський дивізіон[21]
- група інженерного забезпечення
  - інженерно-саперна рота[22]
  - медична рота[23]

## Оснащення
- M2 Bradley[24]
- Marder
- YPR
- Гюрза
- САУ Богдана
- САУ Paladin

## Командування
- 2018—2022: підполковник Кучер Олександр[25]
- з 2022: полковник Ткачук Руслан Валерійович[26]

## Символіка
В емблемі 100 окремої механізованої бригади на червоному полі зображено срібний хрест, що відповідає сучасному гербу Волинської області. В середині розміщено щит із вежею Луцького замку.

## Втрати

### 2022
- 28 травня 2022 - Андрій Федорків, 38 років. Солдат, стрілець-санітар. Загинув в с. Ольгівське Запорізької області[28].
- 16 червня 2022  - Ігор Ярославович Гесюк, 55 років. Солдат, водій 2-го стрілецького вiддiлення 3-го стрілецького взводу 2-ї стрілецької роти. Загинув від осколкового у селі Ольгівське Пологівського району Запорізької області[29].

### 2023
- 3 березня 2023  - Олександр Степанкевич, 51 рік. Старший сержант, головний сержант третього стрілецького взводу першої стрілецької роти, позивний «Степ». Загинув біля села Ольгівське Гуляйпільського району Запорізької області[30].
- 6 квітня 2023 — Мельник Андрій Федорович, солдат, м. Нововолинськ. Загинув поблизу селища Діброва, Донецької області.[31]
- 6 травня 2023 — Смітюх Анатолій Антонович, штаб-сержант, Герой України (2023).
- 10 червня 2023  - Денис Кузнєцов, 45 років. Молодший сержант, командир 3-го відділення зенітно-ракетного взводу. Загинув в районі с. Ольгівське на Запоріжжі[32].
- 11 жовтня 2023 — Вовк Андрій Богданович, старший солдат. 1983. Герой України (2024).
- 4 грудня 2023 — Мялковський Микола Миколайович («Мика»). 27.06.1995 р.н., м. Луцьк.[33][34]

### 2024
- 26 квітня 2024 — Сілюк Юрій Юрійович. Загинув в районі села Архангельське на Донеччині.[35]
- 29 квітня 2024 — Мельник Іван Юрійович, номер обслуги мінометної батареї. 6.07.1995 р.н., с. Велика Глуша. Загинув біля с. Новокалинове Донецькій області.[36][37]
- 4 травня 2024 - Мещеряков Євгеній Олегович, 32 роки. Молодший лейтенант, командир інженерно-саперного взводу 16-го окремого стрілецького батальйону. Загинув поблизу н.п. Левадне Пологівського району Запорізької області[38].
- 2 серпня 2024 — Нікітін Валерій Анатолійович, солдат. Загинув біля н.п. Торецьк Донецької обл[39].
- 6 серпня 2024 - Василь Козак, 47 років. Солдат. Загинув біля н.п. Торецьк Донецької області[40].
- 16 серпня 2024 — Кущовий Артем. 39 років, с. Межиріччя. Загинув поблизу Торецька Донецької області під час мінометного обстрілу.[41]
- 25 серпня 2024 — Рабий Дмитро («Гонщик»), солдат. 25 серпня 1992, м. Луцьк. Загинув поблизу Залізного Донецької області від мінометного обстрілу.[42]
- 5 вересня 2024 — Лепіш Роман. 24.11.1983, м. Львів.[43]
- 21 жовтня 2024 — Канюк Юрій Михайлович. 1994 р.н. Загинув в місті Торецьк Донецької області.[44]

### 2025
- 1 червня 2025 — Гнусарев Андрій Петрович, 14.02.1986, м. Болград. Мобілізований 17 листопада 2024 року. Стрілець — помічник гранатометника 3 мотопіхотного відділення 3 мотопіхотного взводу 1 мотопіхотної роти мотопіхотного батальйону.